# Hanns Hofmann (Chemiker)
Hanns Hofmann (* 18. Dezember 1923 in Frankfurt am Main; † 4. Januar 2006) war ein deutscher Chemiker und Professor für Chemische Reaktionstechnik der Universität Erlangen. 

## Werdegang
Hanns Hofmann studierte Chemie an der Technischen Hochschule Darmstadt und wurde im Fachgebiet „Chemische Technologie“ promoviert und habilitiert. 1962 übernahm er eine Professur für Chemische Technologie an der TH Darmstadt. Im Jahre 1965 wurde er als erster Lehrstuhlinhaber an die neu gegründete Technische Fakultät der Universität Erlangen-Nürnberg berufen. Er hatte maßgeblichen Anteil am Aufbau dieser Fakultät, deren erster offizieller Dekan er in den Jahren 1967/68 war. Dem Einsatz von Hanns Hofmann war es zu verdanken, dass das Fach „Chemische Reaktionstechnik“ in Deutschland und Europa eingeführt wurde. Durch seine Initiative entstand der Studiengang „Chemieingenieurwesen“. 
Die Schwerpunkte seiner Arbeiten lagen in der chemischen Reaktionstechnik, der Reaktormodellierung und der Katalysatorentwicklung. Hofmann war Verfasser von mehr als 200 wissenschaftlichen Publikationen und hat zwei wichtige Standard-Lehrbücher verfasst. 
Von 1988 bis 1992 hat er im DECHEMA-Vorstand, seit 1988 als deren stellvertretender Vorsitzender, die Belange der Technischen Chemie und des Chemieingenieurwesens vertreten. Bereits seit Mitte der sechziger Jahre leitete er die DECHEMA-Arbeitsgruppe „Anwendung elektronischer Rechengeräte in der Chemischen Technik“, die 1976 in einen DECHEMA-Fachausschuss umgewandelt wurde und wesentliche Impulse für die Einführung der Computeranwendungen in der Chemischen Technik gegeben hat.

## Würdigung
Zahlreiche Ehrungen wurden ihm zuteil, unter anderem wurde er mit der DECHEMA-Medaille ausgezeichnet. Er erhielt Honorarprofessuren des Beijing Instituts und der Universität von Tianjin in China. Die Universität Leuven, Belgien, und die Universität Toulouse in Frankreich verliehen ihm die Ehrendoktorwürde.
Nach seiner Emeritierung im Jahre 1992 pflegte er noch zahlreiche wissenschaftliche Kontakte zu anderen Ländern, besonders zu China. Bis Anfang 1998 bekleidete er das Amt des Präsidenten der Europäischen Föderation für Chemieingenieurwesen.
Seit 2008 wird von der ProcessNet-Fachgruppe Reaktionstechnik (DECHEMA + VDI-GVC) der Hanns Hofmann-Preis zur Förderung des wissenschaftlichen Nachwuchses auf dem Gebiet der chemischen Reaktionstechnik vergeben.

## Veröffentlichungen
- Lehrbuch der Technischen Chemie, Bd. 1, Chemische Reaktionstechnik (Broschiert); von Manfred Baerns, Hanns Hofmann, Albert Renken; ISBN 3-13-687503-6
- Einführung in die Optimierung. Mit Anwendungsbeispielen aus dem Chemie-Ingenieur-Wesen; von Ulrich Hoffmann, Hanns Hofmann; ISBN 3-527-25340-8